# Niaqornat
Niaqornat es un asentamiento que contaba con 68 habitantes en noviembre de 2006, en el área de Uummannaq de la municipalidad de Qaasuitsup, en el oeste de Groenlandia. Niaqornat significa “con forma de cabeza” en groenlandés. El asentamiento está situado en la costa norte de la península de Nuussuaq. Está estratégicamente bien situado, cerca del hielo, con buena vista sobre la bahía de Uummannaq. 

## Pesca
Los habitantes se ganan la vida en su mayoría con la caza de mamíferos marinos y terrestres, de aves y de la pesca. Se explotan una gran variedad de especies: focas oceladas, focas barbudas, focas pías, focas de casco y morsas. Existe una época de caza de narval y beluga, aunque también se cazan en ocasiones calderones. También se pesca bacalao, fletán y tiburón groenlandés. Se han observado capelanes y rorcuales en Niaqornat hasta en el mes de noviembre en los últimos años. Este hecho demuestra que en Niaqornat, como en otros muchos asemtamientos del noroeste de Groenlandia, se experimentan los efectos del cambio climático

## Caza
Durante la primavera, se dispara a algunos osos polares. La caza incluye renos, liebre ártica, perdiz nival y varias aves marinas. Niaqornat representa una cultura de caza tradicional, donde los trineos tirados por perros y pequeños veleros son usados para la explotación de los recursos marinos. El asentamiento está idealmente situado para realizar estudios de narval, beluga, oso polar y foca anillada. Niaqornat es un ejemplo de buen funcionamiento de un pequeño asentamiento en el que los habitantes todavía viven de la explotación de los recursos locales y representa la continuación en tiempos modernos de la cultura de caza groenlandesa.

## Niaqornat hoy
El asentamiento tiene la posibilidad de comunicarse con el resto del mundo vía satélite y teléfono; y además cuenta con servicio de internet. El asentamiento cuenta con un depósito de agua con una capacidad de 3 millones de litros que suministra a todo el lugar desde un lago en la montaña. También existe un edificio común, en el que los pobladores tienen acceso a una lavandería y unos baños modernos. Estos habitantes han formado una organización local que trabaja en la potenciación del turismo – especialmente cruceros. En 2007, el Instituto Groenlandés de Recursos Naturales – que tiene su base principal en Nuuk – estableció una estación de estudio en Niaqornat. En noviembre de 2007, un total de 9 alumnos acudían a la escuela local.

## Village At The End Of The World (Película documental)
En 2012 se estrenó un documental Village At The End Of The World sobre la vida en esta localidad groenlandesa, dirigido por Sarah Gavron y David Katznelson, coproducido por Groenlandia, Dinamarca y Reino Unido.